# Maybourne Riviera
 (août 2018).
Si vous disposez d'ouvrages ou d'articles de référence ou si vous connaissez des sites web de qualité traitant du thème abordé ici, merci de compléter l'article en donnant les références utiles à sa vérifiabilité et en les liant à la section « Notes et références ».
Pour les articles homonymes, voir Vista.
Le Maybourne Riviera (Vista Palace, jusqu'en 2021) est un hôtel de luxe cinq étoiles ouvert en 1950 situé dans la commune de Roquebrune-Cap-Martin, en région Provence-Alpes-Côte d’Azur.

## Histoire
Le site actuel du Vista Palace était jadis occupé par un salon de thé installé dans un chalet en bois construit en 1870.
L'hôtel a été reconstruit en 1963 par l'architecte André Minangoy et son associe Michel Neron,  également auteurs de Marina Baie des Anges à Villeneuve Loubet dans les Alpes Maritimes
En 1978, l’hôtel est acheté par l’industriel allemand Max Grundig. C’est Grundig qui lui donnera par ailleurs son nom actuel de Vista Palace Hôtel.
En 2005, l’hôtel passe aux mains d’un fonds d’investissement italien Tank.
En 2021, après plusieurs années de travaux, l'hôtel rénové et terminé porte le nom de The Maybourne Riviera.

### Acquisition douteuse par le Qatar
En 2014, l’hôtel est mis en vente dans le cadre d’un redressement judiciaire sous l’autorité du Tribunal de commerce de Nice,.
Toutes les offres provenant d’investisseurs français (dont le groupe hôtelier Maranatha) ont été rejetés en faveur du fonds d’investissement privé de Hamad ben Khalifa at-Thani, alors émir du Qatar. L’offre qatarie est en effet de 30,5 millions d’euros, contre seulement 20 millions d’euros de la part de son compétiteur français le mieux-disant, Maranatha. 
Le président du groupe Maranatha a fait appel de cette décision, en faisant valoir que la famille royale qatarie contrôlant le fonds ayant remporté les enchères avait soumis son offre plusieurs jours après la date limite, et avait ainsi connaissance des montants proposés par ses concurrents. Par ailleurs, l’offre qatarie n’était soutenue par aucun projet de reprise détaillé, alors que de tels projets avaient été fournis par les autres investisseurs en lice. 
Le Tribunal de commerce n’a pas donné raison aux auteurs de l’appel au sujet de la procédure d’enchères. Cependant, une information judiciaire sous la direction des juges d’instruction Renaud Van Ruymbeke et Charlotte Bilger fut ouverte en novembre 2015 pour abus de pouvoir par un administrateur judiciaire, corruption et trafic d’influence.
À l’origine de l’information se trouve une plainte déposée par l’ancien propriétaire du Vista Palace, Bruno Arosio, qui affirme que l’administrateur judiciaire aurait retenu une estimation de la valeur du Vista Palace bien en deçà de sa valeur réelle.

## Site
Le Vista Palace est érigé sur un éperon rocheux plus 330 mètres au-dessus du niveau de la mer. Cet emplacement explique la taille relativement petite de l’hôtel, les extensions se faisant difficilement étant donné sa situation. L'établissement se trouve également en zone protégée Natura 2000